# Муньос, Элиас
Элиас Муньос Гарсия (исп. Elías Muñoz García; род. 3 ноября 1941, Гуанахуато, Мексика) — мексиканский футболист, нападающий.

## Клубная карьера
Во взрослом футболе дебютировал в 1964 году выступлениями за клуб «УНАМ Пумас». 3 декабря 1966 года забил два гола в поединке против клуба «Америка» и помог команде добиться наибольшей победы над соперником в истории.
Только 13 января 1991 года клуб «Америка» обыграли снова с разницей в три мяча. В сезоне 1967—1968 годов вместе с клубом стал вице-чемпионом Мексики.
Затем играл за «Сакатепек» и «Торреон». Завершил карьеру футболиста в 1974 году.

## Карьера в сборной
В составе национальной сборной Мексики дебютировал 24 апреля 1966 в поединке против Парагвая. Последний раз в составе сборной играл 29 сентября 1968 года в поединке против Эфиопии. Вместе с мексиканцами уехал на чемпионат мира в Англии, но на турнире не сыграл ни одного матча. В 1968 году принял участие в Олимпийских играх.
Всего в составе национальной сборной провёл 8 матчей.